# Vishvamitra
Brahmarshi Vishvamitra (IAST : Viśvāmitra) est un des plus vénérés Rishi ou sages de l'Inde ancienne. On considère qu'il est l'auteur du Gāyatrī mantra.

## Légendes
Vishvamitra est le thème de légendes et contes du Sanatana dharma.
- Ramayana[3]

- Trishanku[4]

## Vénération
Brahmarishi Vishvamitra est vénéré au Sri Aabathsahayeswarar temple, Alangudi, Thanjavur, Tamil Nadu.